# Noche de los tambores silenciosos
La Noche de los tambores silenciosos es un evento del carnaval de Recife, creado por Paulo Viana en 1961. El Lunes de Carnaval reúne a los maracatús naciones de la ciudad, cuyos tambores dejan de sonar a medianoche, y se rezan o cantan oraciones o lamentos en memoria de los afrobrasileños muertos en la esclavitud...

## Orígenes
Los primeros esclavos africanos llegaron a Recife en 1539. Llegaron con su propia cultura y tradiciones, que pronto se mezclaron con las de los colonos europeos, principalmente portugueses, y los indígenas.
De hecho, incluso antes del "descubrimiento" de Brasil, ya se observaba esa tradición en Portugal: Nicolau Lanckmann, a quien el futuro emperador Federico III envió a Portugal a buscar a su prometida, la princesa Leonor, menciona varias veces en sus Jornadas procesiones y danzas de Africanos en 1451.

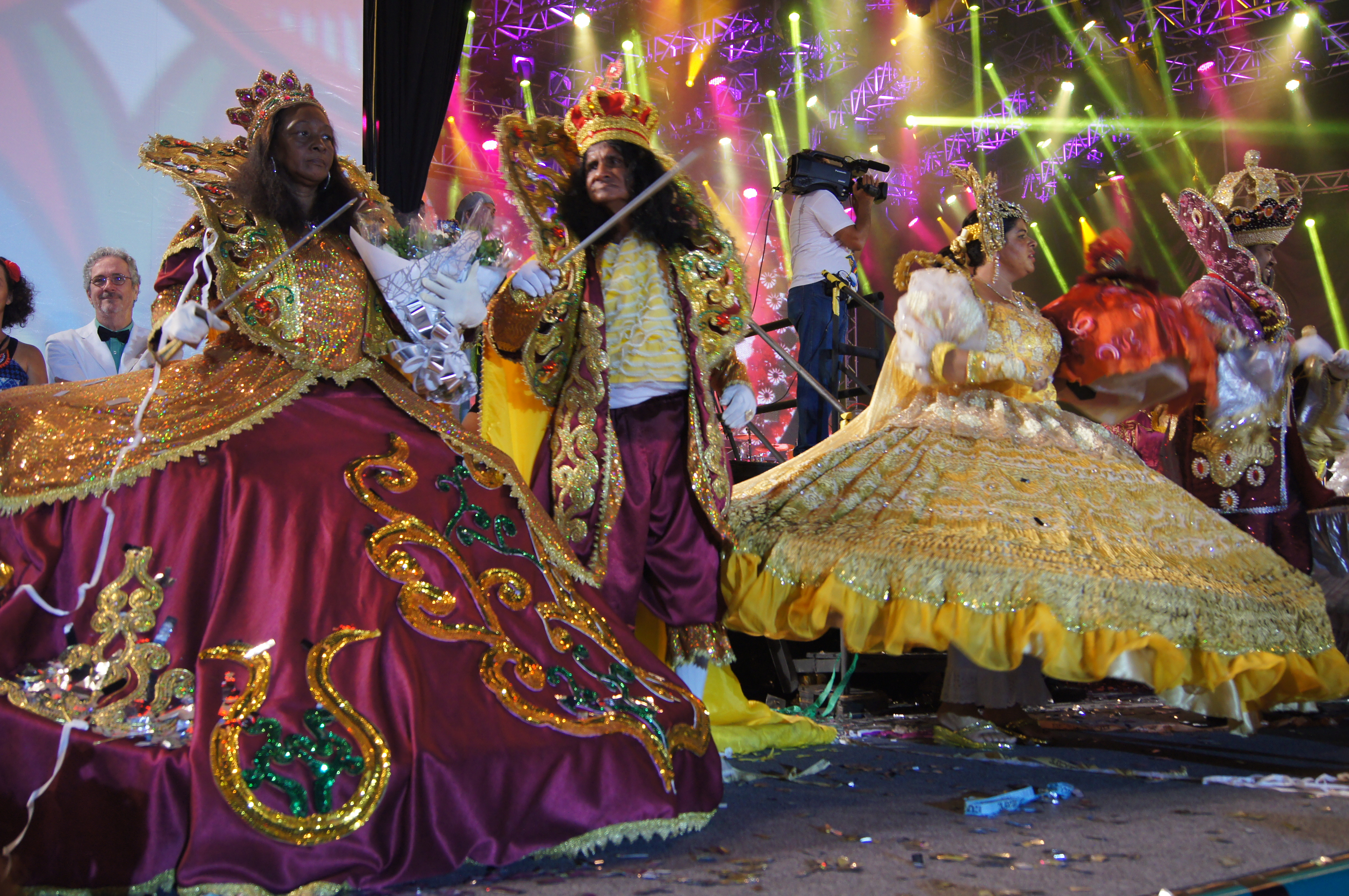
El rey y la reina del maracatú Encanto de alegría, en el escenario de la apertura del carnaval de Recife 2014, dirigida por Naná Vasconcelos.

En el Brasil, las manifestaciones más antiguas de estas culturas se remontan al menos al siglo XVII: se atestigua la coronación de un rey y una reina del Congo el 10 de septiembre de 1666, seguida de coronaciones de reyes y reinas de los Criollos o Angolas. Fueron estos desfiles reales, cuyo ritual y trajes seguían siendo los de aquella época, los que dieron lugar a los desfiles de carnaval de los maracatús, ya presentes a principios del siglo XIX: los maracatús desarrollaron las orquestas de percusión que los acompañaban. Se les llamaba maracatú nação ("nación", en referencia a su origen étnico, a diferencia del maracatú rural, más mezclado con la cultura indígena). Nacido en Recife, el maracatú se ha extendido desde entonces a otras partes del Brasil y otros países -a menudo reducido a un grupo de percusionistas.

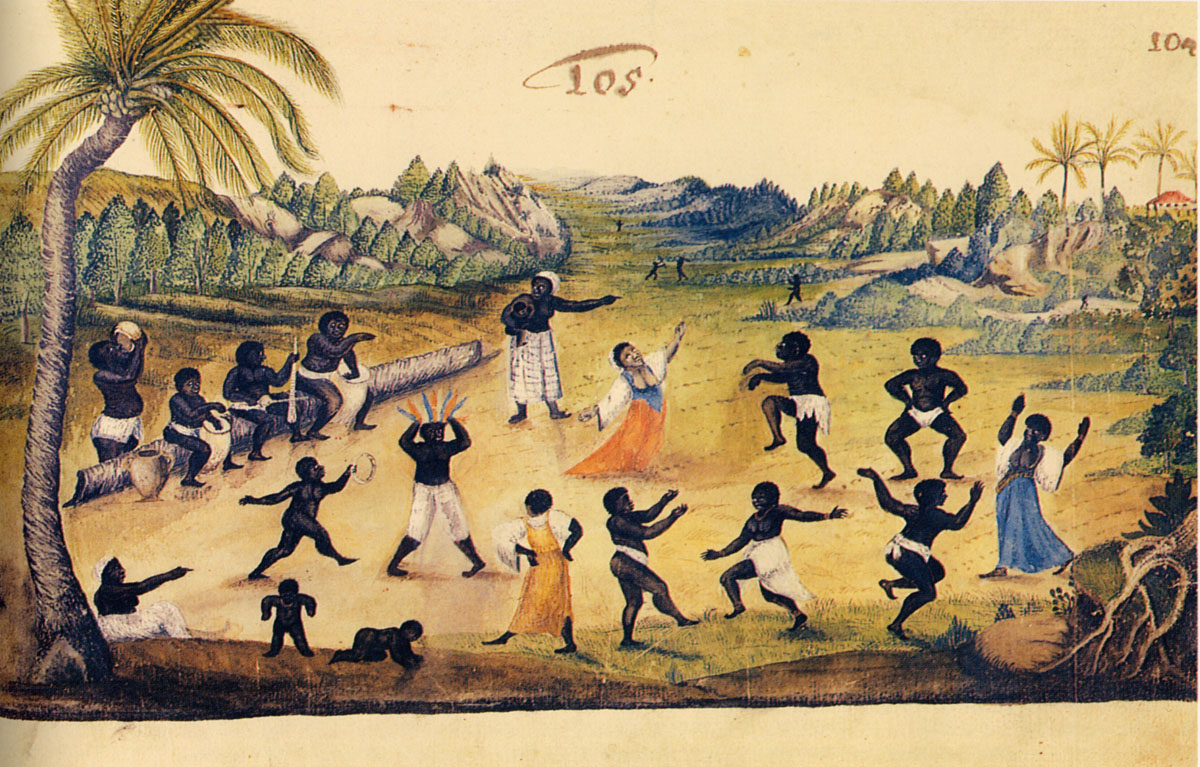
Zacharias Wagener, Negros bailando, publicado en 1650 en Thier Buch, (Kupferstich Kabinett, Dresden), ca. 1640

Al mismo tiempo, sus religiones originales (el culto yoruba de los orishás, el culto angoleño de los inquices, etc.) estando proíbidas, los esclavos y libertos las perpetúan adorando a los santos católicos, sincretizándolos a sus semidioses. En Recife, se trata principalmente de los cultos de xangô o candomblé, donde los tambores (los ilus) no son sólo instrumentos musicales: son dotados de poderes y como tales saludados por los participantes. Y cada maracatú, grupo profano, está vinculado a un terreiro de candomblé, culto religioso.
Los afrobrasileños también siguen honrando a sus antepasados, como los eguns de la religión yoruba, y el día tradicional para esta devoción es el lunes. Los ritos funerarios son también una parte importante del candomblé.

## Historia

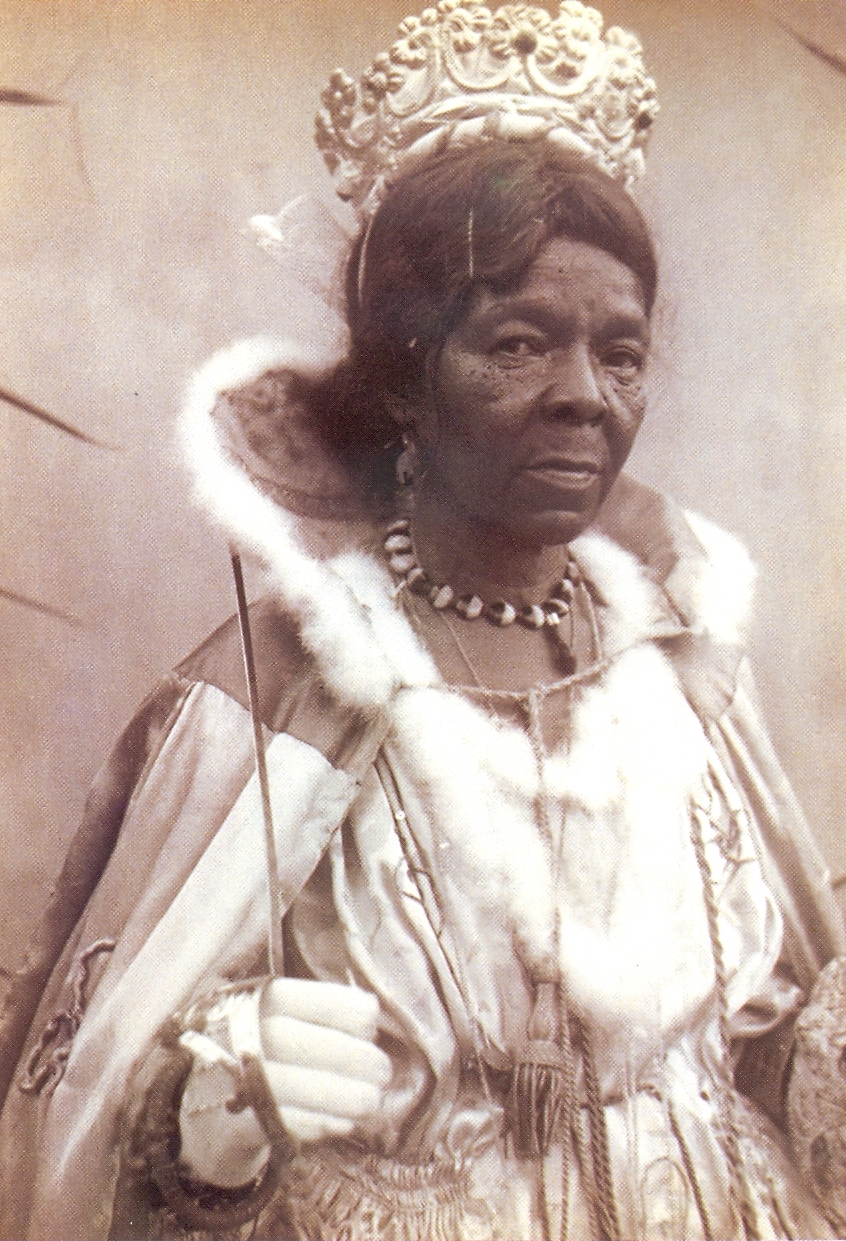
Dona Santa, reina del maracatu Elefante, hacia 1935.

Sorprendentemente, la única mención a una Noche de los tambores silenciosos anterior a 1961 es un texto de la Acción integralista brasileña, un movimiento "fascista tropical" de los años 30 presentándose como la "Unión de todos los pueblos y razas". Este proyecto no tiene nada que ver con la memoria de la esclavitud, sino con la conmemoración del "dolor de la prohibición de la milicia integrista" el 4 de abril de 1935. Sin embargo, no hay rastro de una Noche de los tambores silenciosos anterior, cuyo nombre habría recuperado el movimiento fascista...

### Las primeras noches
Fue para el carnaval de 1961 cuando el periodista afrobrasileño Paulo Viana concibe el proyecto de una noche dedicada a la memoria de la esclavitud (también piensa en incluir a los indígenas, que también habían sido víctimas). Para ello, se apoya en dos conocidos: Edvaldo Ramos, que se convertiría en una figura clave del Movimento negro y del carnaval de Recife, y Dona Badia, heredera de las "madres negras" Sinhá y Yayá, junto con Dona Santa, reina del maracatú Elefante, cuyo prestigio está entonces inmenso en Recife. Las tres madres negras participan en la primera Noche, el lunes 13 de febrero de 1961, en la plaza del pátio do Terço.

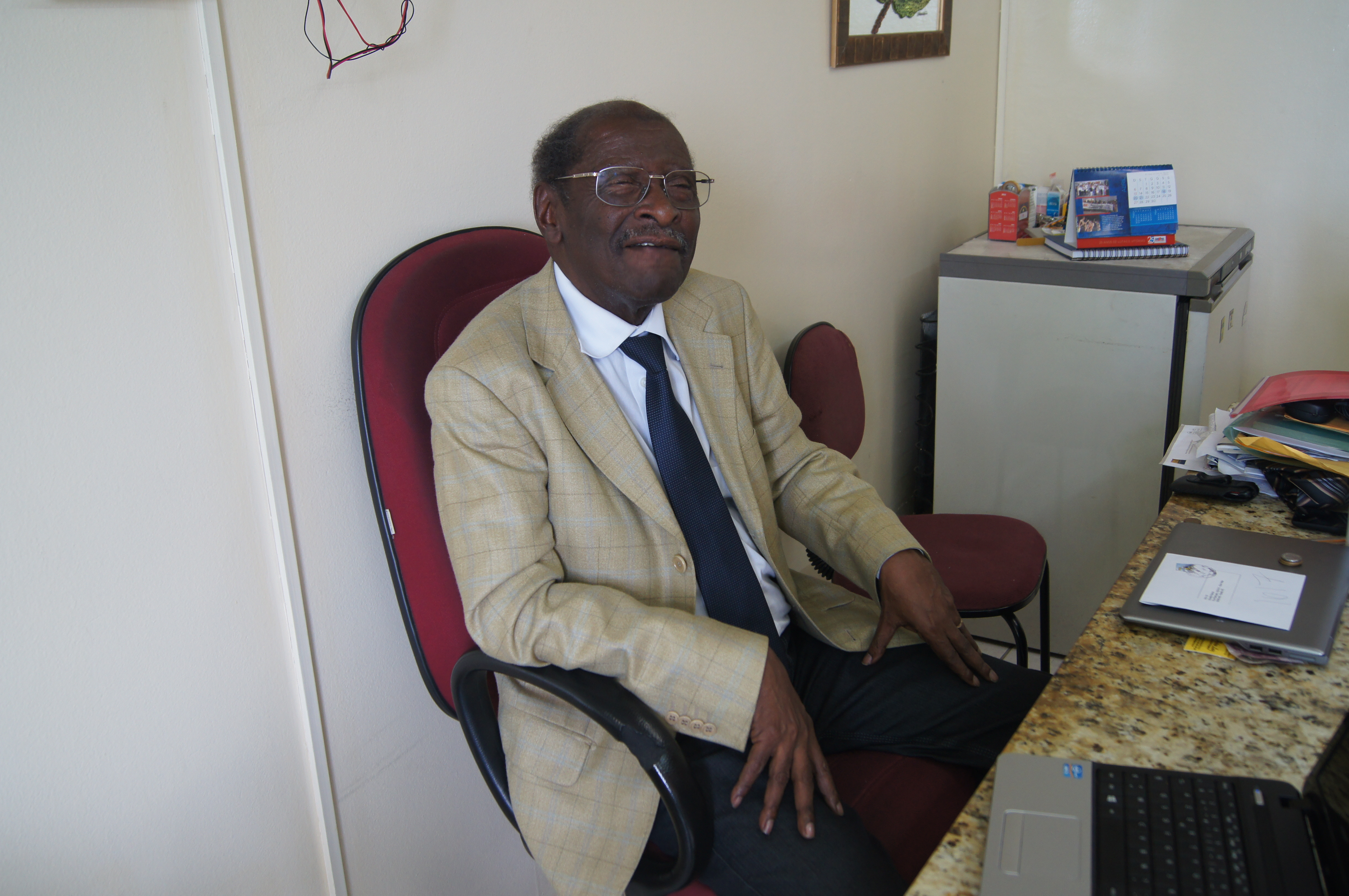
Edvaldo Ramos, cofundador de la Noche de los tambores silenciosos con Paulo Viana y Dona "Carnaval" Badia en 1961, aquí en 2014.

Durante las primeras Noches, los maracatús se reúnen en el pátio do Terço y sus tamborileros tocan juntos. Un grupo de teatro local, Equipe, interpreta danzas afrobrasileñas y actúa en el poema Lamento negro, que denuncia la esclavitud, honra a los esclavos muertos y venera a los orishas. Los tambores dejan de sonar a medianoche, un silencio muy largo, estimado entre 5 y 30 minutos según los participantes. El silencio de los tambores, cargados de una función mágica, está dotado de un poder no únicamente emocional. Este encadenamiento sufre pocos cambios hasta 1989, salvo que parece que se abandonó el tocar conjunto de los maracatús: desfilaron uno tras otro frente a la iglesia de Terço.
En 1979 se produce un incidente: aunque Equipe es una compañía vinculada al Movimento Negro, también incluye actores blancos. Sin embargo, para declamar el poema Lamento negro, se maquillan de Negros. Los militantes del Movimento negro, escandalizados por este "blackface", interrumpen la representación, lo que entristece profundamente a Paulo Viana. Y en 1987, la muerte de su fundador asesta un golpe a la tradición de la Noche.

### Las noches modernas

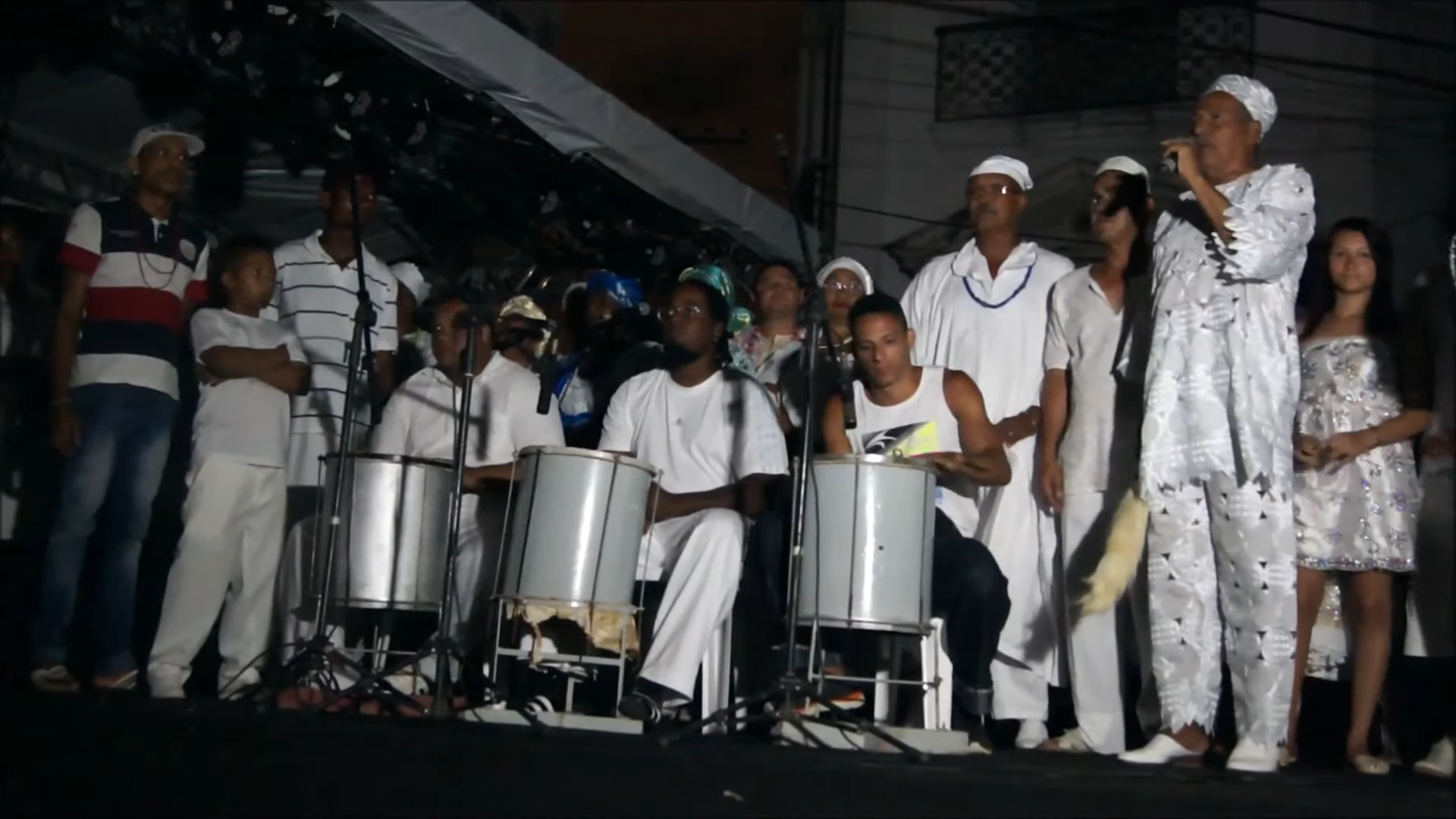
A medianoche, los tambores dejan de sonar brevemente y Raminho de Oxossí recita canciones y oraciones en memoria de los fallecidos y del sufrimiento de la esclavitud. Recife 2014.

En 1990, la ciudad de Recife y Raminho de Oxossí, pai de santo (“padre de santo”) de candomblé y sobrino de Yayá, toman las riendas del evento para revitalizarlo. A partir de entonces, la Noche se beneficia de la resonancia de los servicios turísticos de Recife, y la asistencia, de un centenar de espectadores en las primeras Noches, pasa a ser de unas 3.000 personas, agolpadas tras las barreras de seguridad de la pequeña plaza que las contiene con dificultad. Los aspectos profanos, danzas y lamentos, desaparecen para dar paso a una ceremonia más directamente inspirada en el candomblé. La suelta de palomas y los fuegos artificiales completan el espectáculo, en el que los tambores apenas marcan un silencio. Además, los cuatro maracatús presentes en 1961 se han convertido en más de veinte y su desfile se prolonga hasta la alborada.
Quienes conocieron la Noche instituida por Paulo Viana, Edvaldo Ramos y Dona Badia se esfuerzan por encontrar en las actuales Noches grandiosas la intensidad y la emoción que tenían entonces.
El éxito de la Noche de los tambores silenciosos en Recife hace que tenga eco en otras ciudades, como Olinda. El carnaval de Recife también cuenta ahora con una Noche mirim (Noche de los niños).

## Significado

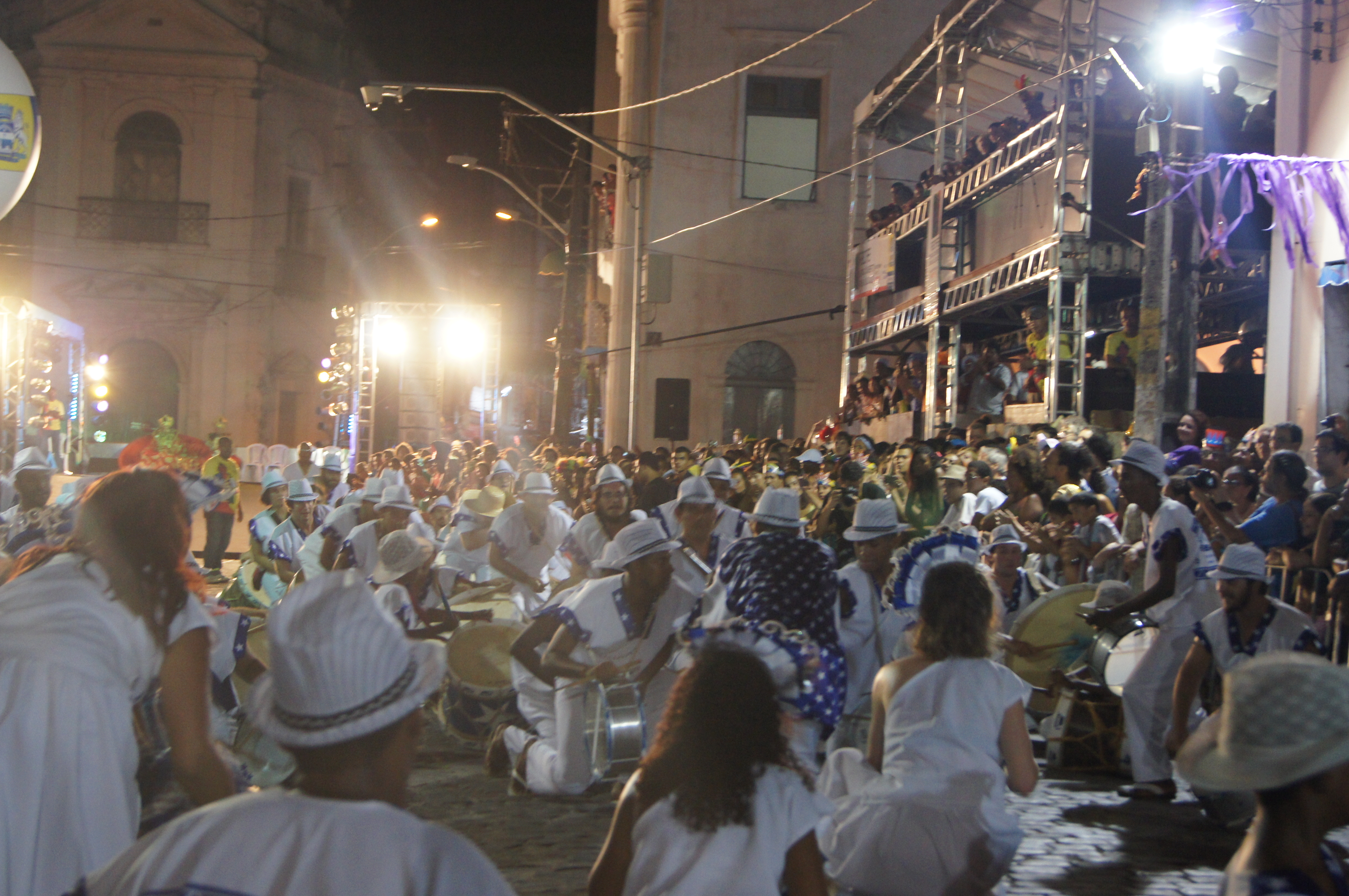
El maracatu Estrela Brilhante se recoge frente a la iglesia del pátio do Terço, durante la Noche de los tambores silenciosos. Recife, 4 de marzo de 2014.

La literatura presenta a veces la Noche como una noche de devoción a Nossa Senhora do Rosário dos Homens Pretos (Nuestra Señora del Rosario de los Negros), protectora de los negros y los esclavos junto con San Benito el Africano. Se hace una confusión con la parada que hacen los maracatús frente a la iglesia de Nossa Senhora do Rosário dos Homens Pretos durante sus procesiones.
Pero el curso de las Noches, tanto antiguas como modernas, así como el Lamento negro y otros escritos o dichos de sus iniciadores, desmienten esta interpretación. Es claramente un homenaje a la memoria de los sufrimientos de la esclavitud. La Noche perpetúa el culto a los eguns (espíritus de los muertos) de la tradición yoruba, y más generalmente la tradición africana, sobrecargándolo con el doloroso significado que puede tener para los descendientes actuales de los esclavos deportados, que han perdido el vínculo con la tierra de sus antepasados, algo esencial para un Africano. Este significado encaja perfectamente con el de carnaval, una fiesta de transgresión, pero ante todo un acontecimiento espiritual.
Esta es la razón por la que la Noche se celebra el lunes, el día de los eguns, en este caso el Lunes de carnaval, y esta es la razón por la que la Noche se celebra en el pátio do Terço.

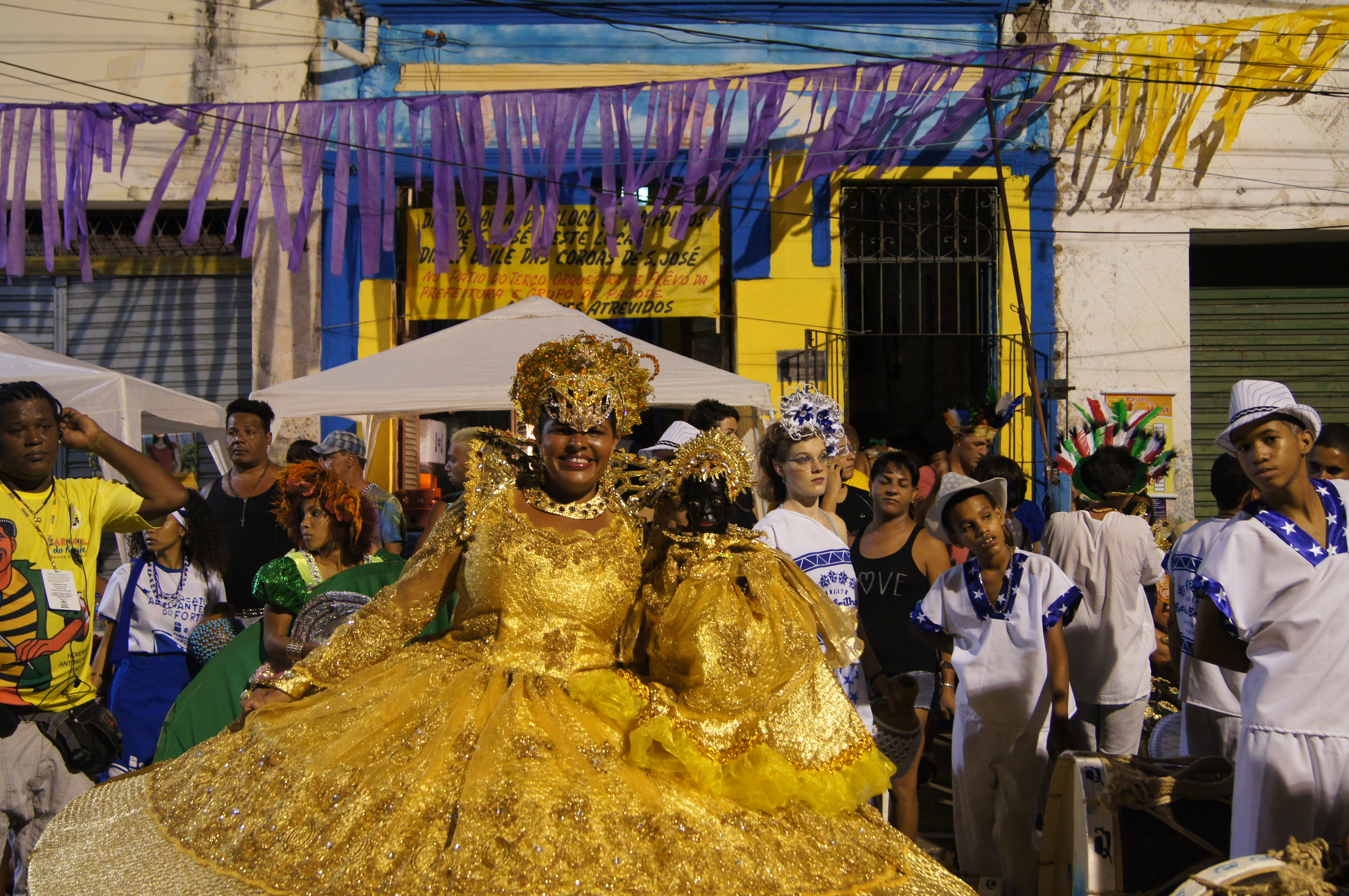
Una "dama del palacio" del maracatu Encanto de Alegría llevando su calunga frente a la casa das tias. Noche de los tambores silenciosos, Recife, 4 de marzo de 2014.

Esta elección puede parecer extraña, ya que esta iglesia no está cargada de ningún significado particular para los afrobrasileños, a diferencia de la de Nossa Senhora do Rosário dos Homens Pretos. Por este significado, la Secretaría de Cultura del Estado de Pernambuco trasladó la ceremonia allí en 1980. Los iniciadores de la Noche, que no estaban de acuerdo con una decisión pareciendo sin embargo lógica, consiguieron que volviera al pátio del Terço al año siguiente.
En realidad, no es la iglesia do Terço la que motiva la elección del lugar: esta plaza alberga también la casa de las "madres negras", llamada en Recife casa das tias ("casa de las tías"): la casa de Sinhá y Yayá, y luego la de Dona Badia. Sinhá y Yayá, nacidas en 1874 y 1877 de padres africanos, eran muy respetadas en los círculos de candomblé y maracatú. Sobre todo, esta casa, o al menos su ubicación, se considera la casa del primer esclavo que llegó a Recife, ya sea real o simbólicamente, pues el pátio se encontraba entonces en el corazón del barrio de los esclavos y libertos de la ciudad.
Para la comunidad negra de Recife, los cimientos de esta casa contienen ashés [pt], fuentes de energía a la base de los cultos, que pretenden canalizarlos. Las calungas [pt], muñecas sagradas del maracatú, llevadas por las "damas del palacio" en la procesión, siempre se detienen y hacen una reverencia a la casa das tias al pasar.
Paulo Viana frecuentaba esta casa y a sus ocupantes, Sinhá y Yayá. Solía hablar con su amiga Dona Badia sobre sus planes, y fue durante estas visitas cuando nació la idea de una Noche de los tambores silenciosos.

### Artículos relacionados
- Maracatú
- Candomblé
- Eguns